# Джасим бин Мухаммад Аль Тани
Шейх Джасим бин Мухаммад Аль Тани (араб. جاسم بن محمد آل ثاني‎; род ок. 1825 — 17 июля 1913), также известный как Касим-ибн-Тани, Кассим бин Мухаммад Аль Тани или «Основатель», считается основателем современного Катара.

## Биография
Воспитывался в местечке Фувайрит на севере Катара. Принадлежал к племени Бану Тамим, так как он был старшим сыном Акима Катара Мухаммеда бен Тани. Став заместителем своего отца, он приобрел политический опыт. Позже он переехал с отцом в Аль-Бидду, где они пытались организовать противостояние внешним интервентам.
Во внутренней политике он стремился превратить Катар в единую и независимую страну. Умело лавировал между интересами двух доминирующих на тот момент в регионе государств: Британской империи, которая начала расширять свое влияние и Османской империи, которая стремилась сохранить свой контроль над регионом после падения португальского влияния в XVI веке.
В 1867 г. он был заключен в тюрьму правителем Бахрейна Мохамедом бен Халифой, когда отправился в Бахрейн, чтобы обсудить захват под предлогом предполагаемого проникновения на территорию страны бедуинов Катара. Его требование о возвращении бедуинов спровоцировало Бахрейн, который поддержал Абу-Даби, начать нападения на крупные города Катара, был причинен значительный ущерб. В ответ в 1868 г. Катар напал на Бахрейн, что привело к гибели тысячи человек и потоплению шестидесяти кораблей. Позднее Джассима освободили в обмен на захваченного бахрейнца.
В январе 1872 г. Катар был официально включен в состав Османской империи как часть санджака Надж, а шейх Джасим был назначен его каймакам (суб-губернатором). В декабре 1878 г., воспользовавшись противостоянием турок и британцев, ему удалось добиться создания княжества Катар, которое он и возглавил.
Несмотря на неодобрение местных племен, он продолжал поддерживать османское правление. Однако катарско-османские отношения вскоре прекратились, после того как османы отказались ему помочь в экспедиции в оккупированный Абу-Даби Аль-Хор. Также ситуация усугублялась жалобами местных жителей в империю на своего правителя с 1885 по 1886 г., а также поддержку османами Мухаммеда бин Абдул Вахаба, который в 1888 г. попытался сместить правителя Катара. Вскоре он стал ведущей фигурой в оппозиции против попыток Османской империи усилить свое влияние в Катаре путем назначения административного персонала в Зубарах, Дохе, Аль-Вакре и Хавр-эль-Удайде, создания таможни и усиления османского гарнизона. В начале 1892 г. он подал в отставку с поста каймакама Катара, а в августе прекратил платить налоги Османской империи.
Помимо противодействия Османской империи ему нужно было отстоять независимость от британцев. В 1882 г. в дополнение к закрытию магазинов он изгнал британских индийских торговцев жемчугом из Дохи. В том же году он отказался от своей юрисдикции в Дохе, и вскоре после этого члены племени бани хаджир напали на торговцев жемчугом, что привело к бегству торговцев из страны и конфискации их прибыли.
В октябре 1892 г. турецкая армия в составе примерно 200 человек во главе с губернатором Басры Мехмедом Хафиз-пашой была отправлена в Катар для усмирения шейха Джасима. Испугавшись возмездия, он бежал сначала в Аль-Даайен, а затем в форт Аль-Ваджба (в 10 милях к западу от Дохи). Мехмед послал письмо шейху с требованием распустить свои войска и пообещать верность османам. Однако тот оставался непреклонным в своем отказе соблюдать османские полномочия и, кроме того, отказался встретиться с самим Мехмедом по состоянию здоровья. Вместо этого он назначил уполномоченным эмиссаром своего брата Ахмеда бен Мухаммеда Аль Тани. В марте, после месяца переговоров, Мехмед потерял терпение и заключил Ахмеда и от 13 до 16 видных вождей катарских племен в тюрьму на османском корвете «Меррих».
В марте 1893 г. войска шейха одержали победу над османским контингентом в битве при Аль-Ваджбе, что вынудило турок освободить катарских пленных и отступить в Саудовскую Аравию. Битва стала поворотным моментом в истории Катара, ключевым шагом в его независимости от Османской империи.
Британцы попытались вмешаться в спор между турецкими солдатами и катарскими племенами, но оказались не в состоянии принять предложение шейха, чтобы поставить Катар под британскую защиту. Турки заключили с ним мир, хотя он сам переехал жить в Лусаил, оставив управление страной своему брату шейху Ахмеду. Однако в конце 1905 г. тот был убит одним из своих однополчан из племени бани хаджир и Джасим снова взял на себя управление Катаром.
Скончался в 1913 г. и был похоронен в Лусаиле, деревне, расположенной в 24 км к северу от Дохи, ныне находящейся в муниципалитете Умм-Салаль.

## Дети
У Джасима бин Мухаммада Аль Тани было 19 детей. В следующей таблице приведены известные данные о них:
| №  | Имя                             | Должность                                                       | Дата рождения | Дата смерти                |
| -- | ------------------------------- | --------------------------------------------------------------- | ------------- | -------------------------- |
| 1  | Фахад бин Джасим Аль-Тани I     | нет                                                             | неизвестно    | ранняя смерть              |
| 2  | Халифа бин Джасим Аль-Тани      | нет                                                             | 1851          | 1931                       |
| 3  | Тани бин Джасим Аль-Тани        | Шейх Аль-Гарафы                                                 | 1856          | 1943                       |
| 4  | Абдулрахман бин Джасим Аль-Тани | Шейх Аль-Вакры                                                  | 1871          | 1930                       |
| 5  | Абдулла бин Джасим Аль-Тани     | Бывший шейх Аль-Райяна, правитель Катара (1914—1940, 1948—1949) | 1880          | 1957                       |
| 6  | Али бин Джасим Аль-Тани I       | нет                                                             | неизвестно    | ранняя смерть              |
| 7  | Мухаммад бин Джасим Аль-Тани    | Шейх Умм-Салаль Мухаммед, правитель Катара (1913—1914)          | 1881          | 1971                       |
| 8  | Ханим бин Джасим Аль-Тани       | неизвестно                                                      | неизвестно    | неизвестно                 |
| 9  | Али бин Джасим Аль-Тани II      | Шейх Умм-Салаль Али                                             | 1893          | 1972                       |
| 10 | Фахад бин Джасим Аль-Тани II    | нет                                                             | неизвестно    | ранняя смерть              |
| 11 | Фахад бин Джасим Аль-Тани III   | Шейх Аль-Хиесы, Лусаила, Румейлаха и Адбы                       | 1895          | ок. 1980                   |
| 12 | Абдулазиз бин Джасим Аль-Тани   | Шейх Аль-Мархии                                                 | 1896          | 1985                       |
| 13 | Салман бин Джасим Аль-Тани      | нет                                                             | неизвестно    | умер вскоре после рождения |
| 14 | Идрис бин Джасим Аль-Тани       | нет                                                             | неизвестно    | умер вскоре после рождения |
| 15 | Мубарак бин Джасим Аль-Тани     | нет                                                             | неизвестно    | умер вскоре после рождения |
| 16 | Салман бин Джасим Аль-Тани II   | Шейх Духана                                                     | 1899          | 1984                       |
| 17 | Нассер бин Джасим Аль-Тани      | Шейх Насирии                                                    | неизвестно    | 1978                       |
| 18 | Султан бин Джасим Аль-Тани      | Шейх Умм-Аль-Амада                                              | неизвестно    | 1976                       |
| 19 | Ахмед бин Джасим Аль-Тани       | Шейх Аль-Хора                                                   | неизвестно    | 1995                       |